# 綠原
綠原（1922年11月8日—2009年9月26日），原名劉仁甫，1948年後多以筆名綠原行世，此外還曾用筆名劉半九進行翻譯創作，男，湖北黃陂人，中國現代詩人、翻譯家、編輯家。綠原創作之初受到胡風幫助，被認爲是七月派詩人的代表詩人之一，其早期詩歌帶有童話般的夢幻色彩，被稱作“童話詩人”，而後轉向政治抒情詩歌，多蘊悲憤激情之感，建國后不久因政治運動而長期不能正常發表詩歌作品，至八十年代平反后，成爲归来的诗人中的代表人物之一。

## 生平

### 幼年生活
1922年11月8日，綠原出生于湖北黄陂东乡下刘湾，其黃陂始祖是明代從江西遷到湖北的讀書人，其父親為手藝人，靠刻竹篁對聯與爲人照相爲生。綠原三歲喪父，六歲入私塾，十三歲失母，大他十九歲的胞兄劉孝甫助他完成中學學業。

### 詩歌創作
1938年，日軍攻占武漢，正在武漢上初中的綠原逃亡至鄂西恩施，在依靠政府貸金的湖北联合中学读高中，并于1939年開始嘗試詩歌創作，向胡風主辦的《七月》投稿，雖然稿子遭拒，但得到了胡風帶有鼓勵意味的親筆回信，同年在重庆《时事新报》副刊发表处女作短篇小说《爸爸还不回来》。兩年後，綠原因不滿學校的政治壓力，前往重慶，在中国兴业公司钢铁部做短工謀生。1941年8月11日，綠原在《新華日報》上發表了新詩處女作《送報者》，同年底開始參加鄒荻帆、姚奔、冀汸、曾卓等創辦的重慶復旦大學《詩墾地》文學社團的活動。
次年，受鄒荻帆鼓勵，绿原以“周树藩”的名字和高中毕业证书考入遷往重慶北碚的復旦大學外國文學系，與在復旦大學讀書的鄒荻帆、在復旦大學教務處工作的曾卓兩位湖北人關係密切。1942年，《七月》雜誌主編胡風主動邀請他參加《七月詩叢》第一輯的出版，并爲其出版詩集《童話》。1943年3月，胡风来重庆，绿原常常前往请教。
1944年，尚未畢業的綠原與鄒荻帆一同離開學校，應徵為援華美軍充當譯員，但因受訓期間沒有集體入黨，而從“外事局”調往“中美合作所”，綠原未去報道而遭到暗中通緝，只得在胡風的幫助下逃離重慶。離開重慶后，綠原來到川北的岳池縣，在當地中學教書，隱姓埋名，并與青梅竹馬羅惠結爲伴侶。在岳池縣生活期間，綠原創作上取得了突破，接連寫下了多首政治抒情詩，其創作不像《童話》時期帶有夢幻色彩的童話境界，而是直接面對現實，這些詩歌後來結集為《又是一個起點》。
1947年秋，綠原回到武漢，借住在親戚家以尋找工作，幾個月通過考試進入某外商辦的油行當小職員。不久，綠原加入中國共產黨的地下組織，參與地下活動。在此期間，其詩歌主要發表在曾卓等辦的《漢口大剛報》副刊《大江》上，爲了逃避國民黨的注意，其詩歌多用化名發表，並主要以抒情小詩爲主。武漢解放后，綠原隨解放軍先頭部隊進駐武漢，被武漢市委派往長江日報社文藝組副组长，負責该组的編輯工作。1953年初，長江日報停刊，綠原被調往北京，在中共中央宣傳部國際宣傳處工作，其臨時住在堂子胡同某舊時大宅院内，與宣傳部的“毛選英譯室”相同所在，並得以結識袁可嘉、黃雨石、錢鍾書等人。

### 蒙冤入獄
1955年，胡風被打成“胡風反革命集團”的頭子，綠原被定為23名“胡風骨幹分子”之一，並在全國報刊上被扣“中美合作所特務”的帽子。是年5月14日，綠原被停職，同月17日在中南海被隔離。1956年秋，綠原被轉移到西單安福胡同的某四合院内，同院被關押的還有路翎、徐放、謝韜、嚴望等胡風分子。1960年8月，被轉移到秦城監獄關押，在此期間，綠原創作出了《又一個哥倫布》，成爲其代表作之一。在監禁中，綠原自學德語六年，出獄後得以從事德語文學編輯工作。1962年6月，綠原因认罪态度好被釋放，免於起訴，但仍然戴著“胡風反革命集團骨幹分子”的帽子。不久後，綠原經中宣部安排，暫時在人民文學出版社編譯所工作。在此期間，綠原以“劉半九”為筆名，以志其不忘本與行百里者半九十之意，開始翻譯德語古典文論。
1966年，文化大革命爆發，綠原被抄家，收藏的大量書籍被迫作廢品處理。1969年中秋，綠原作爲人民文學出版社成員被下放至鄂南咸寧五七幹校，從事搬電綫杆、打土坯、蓋乾打壘房、圍湖造田等。在此期間，綠原寫下了《但切不要悲傷》、《重讀〈聖經〉——“牛棚”詩抄第ｎ篇》、《謝謝你》、《信仰》等詩歌。在幹校生活後期，還翻譯出了一本叔本華散文集。1974年底，綠原得以最後一批回京，被安排進翻譯組，負責為中央首長翻譯域外銷書籍。

### 重返文壇
1980年，綠原獲平反。1981年，綠原擔任人民文學出版社外國文學編輯室副主任。1983年，擔任人民文學出版社副總編輯，1985年任编审。1988年，綠原從人民文學出版社編審崗位上退休。
2009年7月，綠原被查出白血病，入住北京協和醫院，再先後轉入民航總醫院、北京軍區總醫院，同年9月28日病危，并於次日凌晨一時經搶救無效逝世。

## 著作
綠原在詩歌上成就最高，也寫有許多隨筆與文藝評論，生前由武汉出版社出版了六卷本《綠原文集》（2007年）。綠原精通多門外語，翻譯了許多外國著名文學作品，2017年，其譯文被結集出版。以下列出其部分著作。

### 詩集
- 《童話》（1942）
- 《又是一個起點》（1948）
- 《集合》（1951）
- 《人之詩》（1983）
- 《另一支歌》（1985）
- 《我們走向海》（1990）
- 《綠原自選詩》（1998）

### 文集
- 《蔥與蜜》（1985）
- 《非花非霧集》（1991）
- 《離魂草》（1992）
- 《苜蓿與葡萄》（1998）
- 《繞指集》（2000）
- 《再談幽默》（2003）
- 《尋芳草集》（2005）
- 《綠原說詩》（2006）
- 《半九別集》（2007）
- 《寻觅集》（2010）
- 《滄桑片羽》（2013）

### 译著
- 《請向內心走去》（1988）
- 《拆散的筆記簿》（1989）
- 《主之音 附〈瘋人〉》（1989）
- 《浮士德》（1994）
- 《易卜生詩選》（合譯， 1995）
- 《里爾克詩選》（1996）
- 《歌德詩歌精選》（合譯，1994）
- 《海涅詩歌精選》（合譯，1994）
- 《日安課本——雷丁兒童詩選》（2003）
- 《頑童搗蛋記》（2003）
- 《黎明》（1950）
- 《黑格爾傳》（合譯，1978）
- 《德國的浪漫派》（1981）
- 《莎士比亞筆下的少女和婦人》（1985）
- 《現代美學析疑》（1987）
- 《美學初探》（1983-1986）
- 《叔本華散文選》（1997）
- 《愛德華三世 兩位貴親戚》（2002）

## 奖项
- 1998年，译著《浮士德》荣获鲁迅文学奖之优秀翻译彩虹奖和斯特鲁加国际诗歌节（英语：Struga Poetry Evenings）金花环奖 。[3]
- 2003年，与李瑛、曾卓一同获得国际诗人笔会中国当代诗魂金奖。[3]
- 2004年，获得中国翻译协会资深翻译家证书。[3]

## 評價
- 綠原第一本詩集《童話》傳至台灣，影響過一些青年詩人。台灣新詩名家瘂弦先生曾稱讚《童話》是流麗自然的“天籟”，說“五四以降，像這樣天真爛漫晶瑩剔透的可愛小詩，實在絕無僅有。” [4]
- 中國現代詩人曽卓評價說：“在四十年代，特別是在抗戰勝利前後，綠原的詩在大後方是起到了相當大的影響的：在進步的學生運動的集會上被朗誦，在許多年輕的讀者中流傳，也廣泛地受到了文藝界的重視。詩人流沙河在自傳中就提到他當年‘狂熱地’閱讀‘艾青、田間、綠原的詩’的情況。” [5]